# A sógun (televíziós sorozat, 2024)
A sógun (eredeti cím: Shōgun) amerikai történelmi televíziós minisorozat, amelyet Rachel Kondo és Justin Marks készített James Clavell 1975-ös regénye alapján, amelyet korábban egy 1980-as minisorozatként is adaptáltak.
A sógun első két epizódját 2024. február 27-én mutatták be FX on Hulu-n és FX-en, heti új epizódok megjelenésével.

## Előzmények
A sógun  „két, különböző világokból származó, nagyravágyó ember érdekütközését követi végig, John Blackthorne kockázatvállaló angol tengerész, aki hajótörést szenved Japánban, egy olyan országban, amelynek ismeretlen kultúrája végül újra értelmezi őt; Toranaga Nagyúr pedig agyafúrt, nagy hatalmú daimjó, aki ellentétbe került veszélyes politikai riválisaival. Továbbá Mariko Úrnőét, aki felbecsülhetetlen értékű képességekkel, de becstelen családi háttérrel rendelkező nő, akinek bizonyítania kell értékét és hűségét."
James Clavell A sógunja történelmi fikció. John Blackthorne karakterét valós történelmi személy, egy angol származású hajós, William Adams inspirálta, aki Japánban egy hatalmas daimjó alatt szamuráj lett. Ez a daimjó volt később a japán Tokugava-sógunátus alapítója és első sógunja, Tokugava Iejaszu, aki 1603-tól 1616-ban bekövetkezett haláláig uralkodott, és akire A sógun karaktere, Josi Toranaga épül.